# Струнний орган
Струнний орган є музичним інструментом зі струнами як звучними тілами, де вони видають безперервні (без загасання) тони, властиві органу.

## Відомі втілення
Еолова арфа, коли вітер забезпечує безперервне звучання її струн, може служити найпростішим прикладом струнного органа. Фортепіано з еоловим пристосуванням виявляється вже клавішним різновидом струнного органу.
Давнім інструментом, де струни видавали незгасаючий органний звук був органіструм (X століття), який пізніше став менше і понині існує як колісна ліра. Один з різновидів, а саме ліра організата був відзначений Гайдном; їм написано для двох таких лір п'ять концертів та сім ноктюрнів.
Струнний орган Гамільтона заснований на з'єднанні струн з язичками. Для цієї системи, добре відомої, була запропонована математична теорія.
Струнний орган Крівацека породжує незатухаючі коливання сталевих гітарних струн за допомогою електромагніту і через гітарний звукознімач перетворює їх в органоподібні тони.